# О’Каролан, Торла
Торла О’Каролан (ирл. Toirdhealbhach Ó Cearbhalláin, [ˈt̪ˠɾˠeːl̪ˠəx oː ˈcaruːl̪ˠaːnʲ], англ. Turlough Carolan, иногда транслитерируется в русский, в соответствии с ирландским произношением, как Турлух или Турла О’Кэролан) (1670 — 25 марта 1738) — ирландский слепой странствующий арфист, певец, поэт и композитор, привнесший в ирландскую арфовую музыку черты континентальной музыки барокко.

## Биография
Торла О’Каролан родился в 1670 в семье фермера недалеко от Ноббера в графстве Мит, но в 1684 отец Каролана поступил наёмным рабочим к миссис МакДермотт-Ро из Баллифарнана, графство Роскоммон, которая дала Торле возможность получить образование. В возрасте 18 лет Торла О’Каролан ослеп в результате оспы и стал при поддержке МакДермотт-Ро странствующим арфистом с 1691 года путешествуя по Ирландии на лошади и сочиняя песни для предоставивших ему ночлег. Среди поклонников его таланта были многие ирландские общественные деятели, в том числе Джонатан Свифт.
В 1720 О’Каролан женился на Мэри Магуайр и поселился рядом с Мохиллом в графстве Литрим, у него было шесть дочерей и сын. После смерти жены в 1733 он вернулся к МакДермоттам в Баллифарнан, где и умер в 1738 году и был похоронен в их семейном склепе. Незадолго до смерти им была создана последняя мелодия — инструментальная «Carolan’s Farewell to Music».

## Творчество
О’Каролан стремился привнести в традиционную арфовую исполнительскую традицию достижения европейской профессиональной музыки того времени, ряд его композиций со сложным мелодическим рисунком и богато орнаментированной темой, развивающейся по законам музыки барокко, создан под влиянием Корелли, Вивальди и Франческо Джеминиани, работавшего в то время в Дублине, тем не менее, гармонизация тем выдержана в национальной традиции. Одновременно в своём творчестве О’Каролан сблизил народную и профессиональную исполнительскую школы, разошедшиеся ещё в Средневековье. Главной заслугой его было то, что он первым перенёс основной акцент в своём творчестве со слов на музыку, до него служившую лишь аккомпанементом, впоследствии создав ряд композиций для арфы соло. К большинству из 213 сохранившихся мелодий О’Каролана им написаны стихотворные тексты (или адаптированы ранее существовавшие), все, кроме одного английского, на ирландском языке; почти все из них названы в честь людей, у которых О’Каролан останавливался на какое-то время. Также среди его произведений несколько арий, элегий и вариаций, есть и стихи без музыки, в том числе на смерть жены, хотя в музыке заслуги О’Каролана гораздо значительнее.

## Память
Дошедшие до нас мелодии О’Каролана находятся в книге, изданной его сыном в Дублине в 1748 году, где, однако, содержатся только темы без аккомпанемента. В середине XX века музыка О’Каролана, до того сохранявшаяся в народе, получила общественное и официальное признание — в 1958 было издано академическое собрание его произведений, в 1986 в Мохилле ему был поставлен памятник. В Кидью неподалёку от могилы О’Каролана проходит ежегодный фестиваль и летняя школа арфистов. О’Каролан был изображён на банкноте в 50 ирландских фунтов и ряде почтовых марок. Творчество его пользуется большой популярностью в Ирландии и среди арфистов в мире, ныне О’Каролан рассматривается как один из крупнейших ирландских композиторов. О’Каролан стал персонажем множества народных легенд и анекдотов, среди его произведений есть столь оригинальные, как «Ода виски» и «Рецепт О’Каролана, как правильно пить».